# There's Always a Woman
There's Always a Woman és una pel·lícula de misteri i comèdia estatunidenca de 1938 dirigida per Alexander Hall i protagonitzada per Joan Blondell i Melvyn Douglas. Veient el potencial d'una sèrie, Columbia Pictures ràpidament va fer una seqüela, There's That Woman Again, estrenada el mateix any, amb Douglas repetint el seu paper, però amb Virginia Bruce com a Sally. No es van fer més seqüeles.

## Argument
L'agència de detectius privats de Bill Reardon no guanya diners, així que decideix empassar-se el seu orgull i tornar a treballar per al fiscal del districte com a investigador especial. La seva dona Sally que el va convèncer perquè engegués el seu propi negoci, decideix mantenir l'agència ella mateixa.

## Repartiment
- Joan Blondell com Sally Reardon
- Melvyn Douglas com William Reardon
- Mary Astor com Lola Fraser
- Frances Drake com Anne Calhoun
- Jerome Cowan com Nick Shane
- Robert Paige com Jerry Marlowe
- Thurston Hall com fiscal del districte
- Pierre Watkin com Mr. Ketterling
- Walter Kingsford com Grigson
- Lester Matthews com Walter Fraser
- Rita Hayworth com Mary, secretaria de Ketterling (sense acreditar)

## Recepció
El New York Times va qualificar la pel·lícula com "un dels assumptes més lleugers i atractius dels darrers mesos" i "una espècie de 'El sopar dels acusats' dels grups d'ingressos més baixos".